# منطق حس (کتاب)
منطق حس (به انگلیسی: The Logic of Sense) کتاب ژیل دلوز فیلسوف فرانسوی است که در سال ۱۹۶۹ منتشر شد. نسخه انگلیسی آن توسط مارک لستر و چارلز استیوال ترجمه و توسط کنستانتین وی. بونداس ویرایش شد.

## خلاصه
درک دلوزی از مزخرفات بر این باور است که یک «سویه سطحی» از مزخرفات وجود دارد که دل مشغولی‌های معصومانه و کودکانه‌ای را با تضادها ایجاد می‌کند، و فضای درونی مزخرفات که با تضادهای قوی و خشونت‌آمیز سر و کار دارد. بر اساس هستی‌شناسی دلوز در کتاب «تفاوت و تکرار» در سال ۱۹۶۸، حس را فقط می‌توان به‌عنوان مجموعه‌ای ثابت از همبستگی‌ها و تداعی‌ها درک کرد. مزخرفات، به‌ویژه از طریق ادبیاتی که او تحلیل می‌کند، ذاتاً از تعریف شدن اجتناب می‌کند و تنها می‌تواند به‌عنوان «آنچه معنا ندارد»، اما «مخالف فقدان حس» دیده شود.
این کتاب به معرفی فلسفه دلوز از رخداد و شدن و همچنین ظهور سطح ماندگاری و بدن بدون اندام، مفاهیم اسطوره‌ای زمان (کرونوس و آیون)، ساختار بازی‌ها و تحلیل‌های متنی آثار لوئیس کارول، سنکا، پیر کلوسوفسکی، میشل تورنیه، آنتونین آرتو، اف. اسکات فیتزجرالد، ملانی کلاین، فریدریش نیچه، استفان مالارمه، مالکوم لوری، امیل زولا و زیگموند فرویدمی‌پردازد.

## بازخورد
میشل فوکو نوشت که منطق حس را «باید جسورانه‌ترین و گستاخانه‌ترین رساله‌های متافیزیکی خواند – به این شرط که به‌جای تقبیح متافیزیک به‌عنوان غفلت از هستی، آن را مجبور کنیم از فراهستی صحبت کند». کریستوفر نوریس معتقد است که منطق حس، مانند تفاوت و تکرار (۱۹۶۸)، به ارائه یک بیانیه برنامه‌ریزی در مقیاس کامل از دلوز پسافلسفی، ضد سیستماتیک، فوق نام‌گرا یا قاطعانه «غیر» نزدیک می‌شود.
فیزیک‌دانان آلن سوکال و ژان بریکمونت در چرندیات پست‌مدرن (۱۹۹۷) می‌نویسند که منطق حس، سبک کارهایی را که بعدها دلوز با همکاری فلیکس گاتاری نوشت، پیش‌بینی می‌کند، و مانند آن‌ها شامل قطعاتی است که در آن دلوز از اصطلاحات علمی فنی سوء استفاده می‌کند. جوسوها رامی، منطق حس را به‌عنوان «پایدارترین بازتاب اخلاقی» دلوز توصیف می‌کند. تیموتی لوری استدلال می‌کند که دلوز «حس» را در یک مسئله پیچیده ارائه می‌کند، و یک مسئله را نمی‌توان بر اساس حقیقت و خطا ارزیابی کرد، و هرگز از طریق یک راه‌حل منفرد آن را به پایان نمی‌رساند.